# Stethacanthus
Stethacanthus é um género extinto de peixes cartilaginosos que viveram entre o período Devoniano Superior e o Carbonífero Inferior. Fósseis deles foram encontrados na Ásia, Europa e América do Norte. Mediam entre 70cm-2m.

## Distinção Sexual
Os Stethacanthus machos possuíam clasperes desenvolvidos e uma grande "torre" com o topo largo e plano coberto por espinhos. A finalidade desta estrutura é incerta, ela pode ter sido usada durante o acasalamento, ou para assustar predadores, parecendo-se com um par de mandíbulas enormes.

## Etimologia
Stethacanthus vem do grego στῆθος (stēthos), que significa "peito", e ἄκανθος (akanthos), que significa "espinha" ou "espinho". O nome refere-se à primeira barbatana dorsal e espinha dorsal em forma de bigorna, exibida por machos maduros do género.

## Espécies
- S. altonensis
- S. concavus (Ginter, 2018)
- S. gansuensis (Wang et al., 2004)
- S. neilsoni
- S. praecursor (Hussakof & Bryant, 1918)
- S. resistens
- S. thomasi
- S. productus (Newberry, 1897)